# Museum Aktfotoart Dresden
Das Museum Aktfotoart Dresden (Eigenschreibweise: aktfotoARTdresden) ist das erste Museum in Deutschland, welches ausschließlich zeitgenössische Aktfotokunst ausstellt.

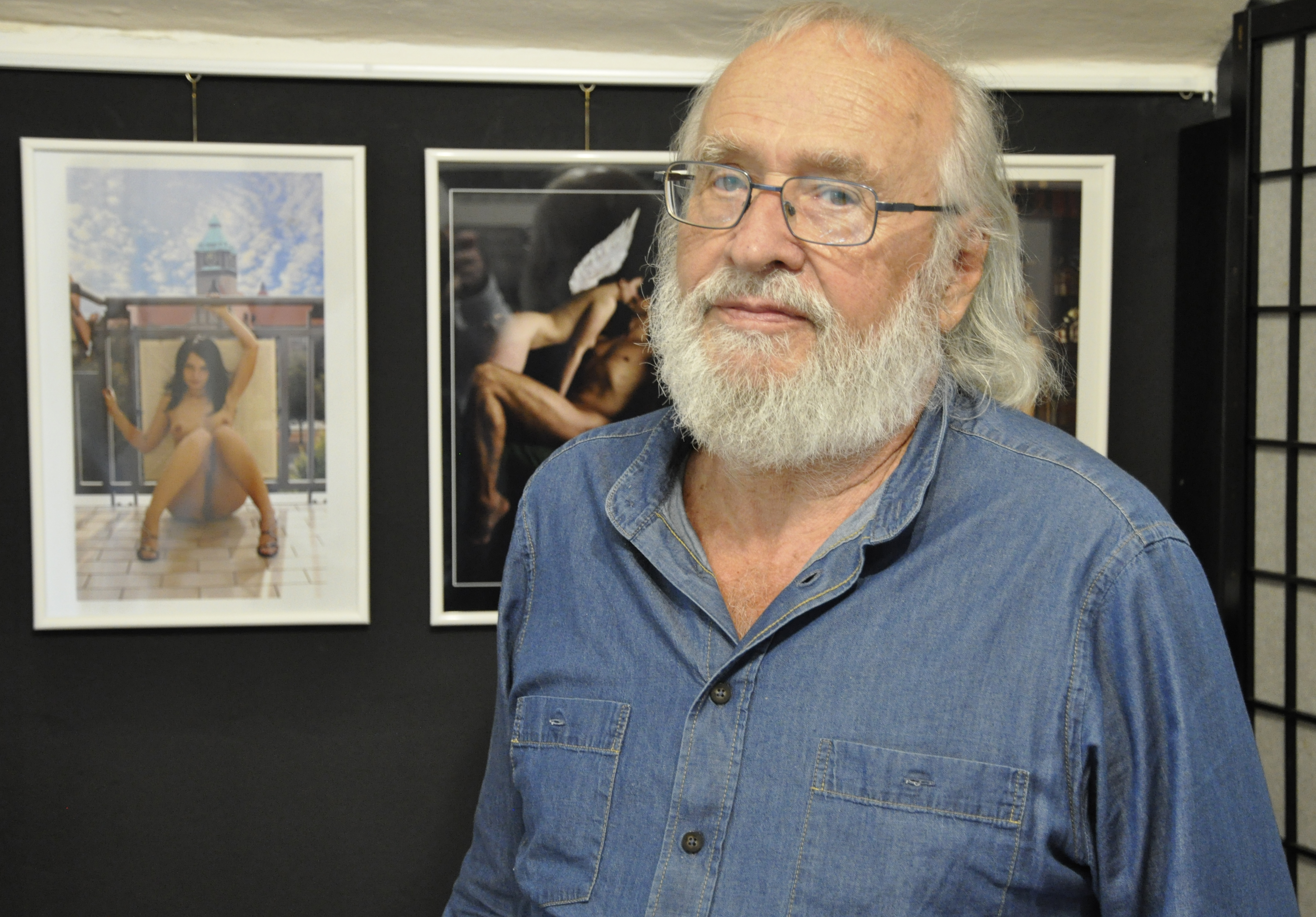
Volkmar Fritzsche, Betreiber des Museums aktfotoARTdresden

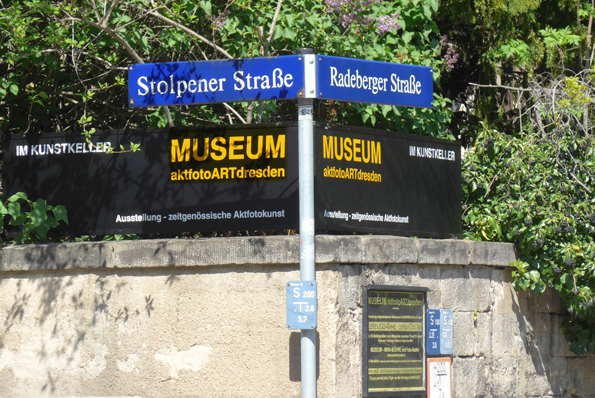
Hinweisschild Museum aktfotoARTdresden, Ecke Radeberger Straße – Stolpener Straße

## Standort
Das Museum befindet sich in einer Villa des Preußischen Viertels im Dresdner Stadtteil Radeberger Vorstadt. Der Ausstellungsort ist auch als „Kunstkeller Dresden“ bekannt.

## Geschichte
Der Museumsgründung 2019 gingen 23 Jahre Galeriebetrieb am gleichen Ort voraus. 1996 eröffnete der Metallgestalter und Fotokünstler Volkmar Fritzsche, Mitglied im Bundesverband Bildender Künstlerinnen und Künstler (BBK) die Galerie.
In nahezu 100 Gruppen- und Einzelausstellungen präsentierten Künstler erotische Malerei, Grafik, Skulptur, Fotografie bis hin zur Karikatur Teile ihres Werkes. 2006 fokussierte sich die Galerie auf zeitgenössische Aktfotokunst. Die Fotografen Günter Rössler, Klaus Ender, Werner Lieberknecht und der Fotografiker Ulrich Lindner stellten hier mehrfach aus.

## Ausstellung
Konzeptionell ist das Museum auf die Vielfalt moderner Aktfotokunst als eigenständiges Genre der Fotografie spezialisiert. Zu sehen sind zeitgenössische Fotoarbeiten, bei denen die Abbildung des hüllenlosen Körpers ästhetisches Anliegen ist und die sich oftmals nicht an den gängigen Schönheitsidealen ausrichten.
Das Museum aktfotoARTdresden präsentiert jeweils sechs aktuelle Arbeiten von zehn Fotografinnen und Fotografen und ermöglicht einen Vergleich künstlerischer Positionen und Handschriften. Durch den fließenden Austausch der Werke bieten sich dem Besucher immer wieder neue Perspektiven.
Pädagogische Ausrichtung: Ganz bewusst will die Ausstellung ein Gegenpol zur sexistischen Bildvermarktung sein. Sie richtet sich daher auch an Jugendliche, denen vermittelt werden soll, dass es neben pornografischen Körperbildern auch im Bereich der Fotografie eine Kunst gibt, die den Menschen in allen Lebensaltern und Situationen abbildet.